# Recording Industry Foundation in Taiwan
Die Recording Industry Foundation in Taiwan, kurz RIT, ist ein Verein mit der Aufgabe, Musikauszeichnungen in Taiwan zu vergeben und die dortige Musikindustrie zu repräsentieren. Die Gründung erfolgte 1986.
Bis November 2008 wurde die Landesgruppe der International Phonetic Association als IFPI Taiwan bezeichnet. Seit März 2002 werden Auszeichnungen für Musikverkäufe nach verkaufter Stückzahl an einen Endkunden verliehen. Davor galt die Anzahl der im Land verschifften und angebotenen Tonträger als Grundlage für Musikauszeichnungen.

## Verleihungsgrenzen der Tonträgerauszeichnungen

### Alben
| Auszeichnung | August 1996 bis Februar 2002               | März 2002 bis Dezember 2005               | Januar 2006 bis Oktober 2007              | November 2007 bis Dezember 2008          | seit Januar 2009                         |
| ------------ | ------------------------------------------ | ----------------------------------------- | ----------------------------------------- | ---------------------------------------- | ---------------------------------------- |
| Gold         | 100.000 (national) 25.000 (international)  | 50.000 (national) 15.000 (international)  | 35.000 (national) 10.000 (international)  | 20.000 (national) 7.000 (international)  | 15.000 (national) 5.000 (international)  |
| Platin       | 200.000 (national) 50.000 (international)  | 100.000 (national) 30.000 (international) | 70.000 (national) 20.000 (international)  | 40.000 (national) 14.000 (international) | 30.000 (national) 10.000 (international) |
| 2× Platin    | 400.000 (national) 100.000 (international) | 200.000 (national) 60.000 (international) | 140.000 (national) 40.000 (international) | 80.000 (national) 28.000 (international) | 60.000 (national) 20.000 (international) |
| …            |                                            |                                           |                                           |                                          |                                          |

### Singles
| Auszeichnung | August 1996 bis Februar 2002 | März 2002 bis Oktober 2007 | November 2007 bis Dezember 2008 | seit Januar 2009 |
| ------------ | ---------------------------- | -------------------------- | ------------------------------- | ---------------- |
| Gold         | 25.000                       | 10.000                     | 7.000                           | 5.000            |
| Platin       | 50.000                       | 20.000                     | 14.000                          | 10.000           |
| 2× Platin    | 100.000                      | 40.000                     | 28.000                          | 20.000           |
| …            |                              |                            |                                 |                  |